# Саут Милвоки (Висконсин)
Саут Милвоки (енгл. South Milwaukee) град је у америчкој савезној држави Висконсин.

## Демографија
По попису из 2010. године број становника је 21.156, што је 100 (-0,5%) становника мање него 2000. године.
| Група             | 2000.          | 2010.          |
| Белци             | 19.682 (92,6%) | 18.357 (86,8%) |
| Афроамериканци    | 222 (1,0%)     | 432 (2,0%)     |
| Азијати           | 147 (0,7%)     | 233 (1,1%)     |
| Хиспаноамериканци | 852 (4,0%)     | 1.699 (8,0%)   |
| Укупно            | 21.256         | 21.156         |